# ديف باري (كاتب)
ديف باري (بالإنجليزية: Dave Barry) (و. 1947  م) هو كاتب، وروائي، وكاتب للأطفال، وصحفي أمريكي، ولد في نيويورك.

## التعليم
تعلم في كلية هافرفورد.

## وصلات خارجية
- ديف باري على موقع IMDb (الإنجليزية)
- ديف باري على موقع ميوزك برينز (الإنجليزية)
- ديف باري على موقع قاعدة بيانات برودواي على الإنترنت (الإنجليزية)
- ديف باري على موقع إن إن دي بي (الإنجليزية)
- ديف باري على موقع قاعدة بيانات الفيلم (الإنجليزية)

- ديف باري في قاعدة بيانات الأفلام على الإنترنت